# جون بنت
جون جرالدین بنت (انگلیسی: Joan Geraldine Bennett؛ زاده ۲۷ فوریهٔ ۱۹۱۰ - درگذشته ۷ دسامبر ۱۹۹۰) یک هنرپیشه اهل آمریکا بود.

## فیلم‌شناسی
از فیلم‌ها یا برنامه‌های تلویزیونی که وی در آن نقش داشته است می‌توان به آثار زیر اشاره کرد.
- تعقیب تبهکار
- خیابان اسکارلت
- بولداگ درومند
- پدر عروس
- جهان‌های خصوصی
- ما فرشته نیستیم
- زنان کوچک
- زنی در ساحل
- بسیار شیک‌پوش